# Jevdokia Meksjilo
Jevdokia Pantelejevna Meksjilo (Russisch: Евдокия Пантелеевна Мекшило) (Gorno-Altajsk, 23 maart 1931 – Sint-Petersburg, 16 januari 2013) was een Russisch langlaufer. 

## Carrière
Meksjilo maakte haar debuut op een mondiaal toernooi met de dertiende plaats op de wereldkampioenschappen van 1954. Door een blessure kon Meksjilo niet deelnemen aan de spelen van 1956. De wereldkampioenschappen van 1958 miste Meksjilo door de geboorte van haar zoon. De spelen van 1960 miste Meksjilo wederom vanwege een blessure. Tijdens de wereldkampioenschappen 1962 blesseerde Meksjilo zich in het eerste onderdeel de 5 kilometer waarin zij als zesde eindigde, vanwege deze blessure kon Meksjilo niet deelnemen aan de andere onderdelen tijdens dit toernooi.
Meksjilo behaalde haar grootste successen tijdens de Olympische Winterspelen 1964 in het Oostenrijkse Innsbruck met het winnen van de gouden medaille in de estafette en de zilveren medaille op de tien kilometer.

## Belangrijkste resultaten

### Olympische Winterspelen
| Editie | Plaats    | Resultaten                  |
| ------ | --------- | --------------------------- |
| 1964   | Innsbruck | estafette · 5 km · 4e 10 km |

### Wereldkampioenschappen langlaufen
| Jaar | Plaats    | Resultaten                  |
| ---- | --------- | --------------------------- |
| 1954 | Falun     | 13e op de 10 km             |
| 1962 | Zakopane  | 6e op de 5 km               |
| 1964 | Innsbruck | estafette · 5 km · 4e 10 km |